# Августовская икона Божией Матери
Авгу́стовская ико́на Бо́жией Ма́тери — почитаемая в Русской церкви икона Богородицы, написанная в память явления Богородицы в 1914 году русским солдатам перед Варшавско-Ивангородской операцией (15 сентября ― 26 октября 1914 года), битвой под городом Августовом Сувалкской губернии Российской империи (ныне Подляское воеводство, Польша).

## Описание
В центральной части иконы изображена стоящая на облаке Богородица в красном мафории, синей тунике и с Младенцем на левой руке. Правая рука откинута в сторону и указывает на Запад. На мафорий Богоматери помещены традиционные звёзды. Младенец Христос правой рукой благословляет предстоящих перед иконой, в левой — книга в виде свёрнутого свитка. В нижней части — воинский лагерь.

## Чудесное видение
По рассказам солдат, в 1914 году в ночь с 13 на 14 сентября (с 31 августа на 1 сентября старого стиля) между 11 и 12 часами они увидели на небе Божию Матерь с младенцем Иисусом Христом. 
В числе первых явление видели кирасир Ея Величества обозный Димитрий Серегин, стоявший на часах, и кирасир Его Величества Пётр Щит. Оба они свидетельствовали о яркой звезде, сиявшей на небе, которая стала бледнеть и на месте её начал вырисовываться образ Божией Матери с Младенцем Иисусом Христом. Богородица смотрела в направление города Мариамполя, находящегося в Литве. Правая рука Богородицы указывала на запад, причём по свидетельству поручика Александра Зернеца, «от оконечностей пальцев правой руки исходил свет (как бы фосфорический)». Явление Богоматери возникало постепенно, и так же, постепенно, стало бледнеть, расплываться, светлеть. Позднее на этом месте в небе образовалось светлое пятно, а на его фоне — крест, который был виден недолго и стал постепенно бледнеть. По свидетельству очевидцев, крест был как бы из облаков, линии его были не прямые, а волнообразные. Всё чудо, по рассказам воинов, длилось не более 10—15 минут.
После этого разыгралось большое сражение под Августово, ознаменовавшееся победой русских войск. В этом сражении ни один из свидетелей явления не погиб.

## Сообщения в прессе
Сообщение о чудесном явлении опубликовано в церковной и светской печати и вызвало воодушевление в войсках. В вечернем выпуске газеты «Биржевые ведомости» №14395 от 25 сентября (8 октября) 1914 года появилась заметка «Чудо», сообщающая о явлении. В ноябре сообщения о чудесном явлении появились в журнале «Нива».

## Версии иконы
8 (21) ноября 1914 года в № 45 журнала «Нива» появилась, возможно, первая версия Августовской иконы авторства Ивана Ижакевича с рассказом о чудесном явлении.

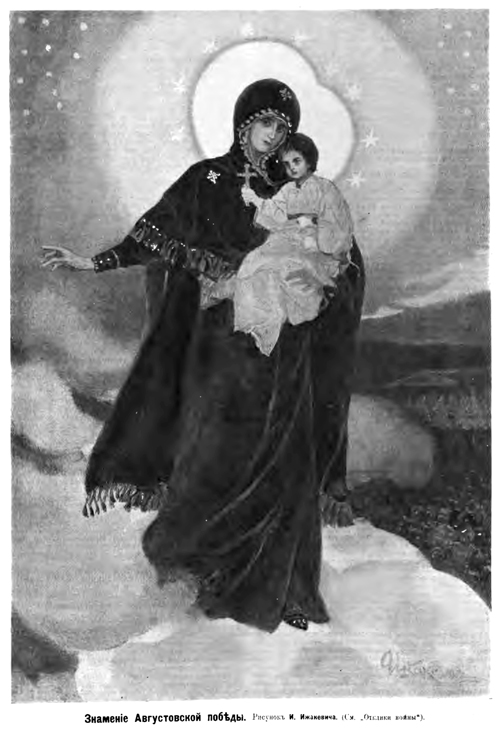
Первая версия иконы, напечатанная в журнале «Нива»

Весной 1915 года одесская типография Фесенко выпустила икону массовым тиражом, что поставило Синод в затруднительное положение: прихожане просили священников освятить эти иконы, а Церковь на тот момент ещё не определилась со своим отношением к событию.
12 ноября 1915 года была написана ещё одна версия Августовской иконы Божией Матери. Внизу иконы надпись: «Сия икона сооружена иждивением казачек хутора Клецко-Почтовского о здравии воинов». Ниже 52 имени казаков — свидетелей явления — и дата: «1915 г. 12-го ноября». Икона была передана в Вознесенский Кременской монастырь (сегодня Клетский район Волгоградской области). После смерти архимандрита Пантелеимона, последнего настоятеля монастыря, она хранилась в старом храме города Фролово. В советское время икона была разъята на две части, чтобы проще было прятать. После того как в 1992 году Вознесенский Кременской монастырь был возвращён Русской православной церкви, икона вернулась в обитель, где пребывает и сегодня. Крестные ходы с иконой проходят по территории Клетского района, собирая множество верующих и фиксируя случаи исцеления больных людей.

## Позиция Церкви
Российский Святейший синод рассматривал вопрос о явлении Богородицы около полутора лет и 31 марта 1916 года принял решение:

Святейший Синод, воздав хвалу и благодарение Господу Богу, дивно промышляющему по молитвам Пречистой Своей Матери, о всех обращающихся к Нему с усердною и искреннею молитвою, признает необходимым запечатлеть помянутое событие явления Божией Матери в памяти последующих поколений русского народа и посему определяет: благословить чествование в храмах Божиих и домах верующих икон, изображающих означенное явление Божией Матери русским воинам…

17 апреля 2008 года по представлению Издательского совета Русской православной церкви патриарх Московский и всея Руси Алексий II благословил внести в официальный месяцеслов празднование в честь Августовской иконы Божией Матери. Празднование установлено совершать 1 (14) сентября.